# カロライナ・ハリケーンズ
カロライナ・ハリケーンズ（Carolina Hurricanes）は、アメリカ合衆国ノースカロライナ州ローリーを本拠としているナショナルホッケーリーグ（NHL）所属のプロアイスホッケーチームである。

## 歴史

### 1972年 - 1979年
カロライナ・ハリケーンズの前身ニューイングランド・ホエーラーズは1972年の創立当時は独立リーグの WHA（ワールドホッケーアソシエーション）に所属していた。1972年10月12日に行われた設立後第1戦、対フィラデルフィア・ブレイザーズ戦で4対3で勝利し、シーズン初年度はアブコ・カップ（Avco Cup 、WHAの選手権試合）に優勝を飾る。
当初はマサチューセッツ州ボストンに本拠地を構えていたが、NHLのボストン・ブルーインズが所有するボストン・ガーデンでの試合スケジュール編成が困難を極め、1974年にチームは、ホームをコネチカット州ハートフォードに移転したが、1978年にホームアリーナの天井が雪の重みで崩れたことから1980年初頭までマサチューセッツ州スプリングフィールドに本拠を置いたこともある。
1977年になると、チームはヒューストン・エアロズからかつてのNHLの至宝ゴーディ・ハウとその息子マーク・ハウ、マーティ・ハウの3人を獲得。1978年には、アブコ･カップに再出場するも、ウィニペグ・ジェッツの前に敗れる。

### 1979年 - 1997年
1979年にWHA がその幕を閉じると、ホエーラーズを含むWHAの4チームはNHLに吸収された。そしてチーム名をハートフォード・ホエーラーズに改称し、新たなロゴマークとユニフォームが採用された。51歳のゴーディ・ハウはNHL選手として最後のシーズンを送り、全80試合に出場、古巣デトロイトで行われたオールスターゲームにも出場し有終の美を飾った。また、ホエーラーズはハウに加えてもう一人の40代選手ボビー・ハルを獲得したが、ハルは引退までにわずか9試合に出場したのみに終わった。
NHLに所属したハートフォードの18年間の大半は、「無益」の一言に等しかった。唯一チームに光明が見えたといえるのは、1980年代中後半位である。ホエーラーズは5年連続でプレイオフ進出を逸した後、1985-86シーズンに Sylvain Turgeon （自己ベストのシーズン45ゴールを記録）、2年目のレイ・フェラーロ（Ray Ferraro）らの活躍で バッファロー・セイバーズを4ポイント上回ってアダムス地区決勝に進出を果した。第1ラウンドではケベック・ノルディクス（後のコロラド・アバランチ）を撃破したが、第2ラウンドではモントリオール・カナディアンズに第7試合延長戦で惜敗した（カナディアンズはこの年スタンレー・カップ優勝）。この年度がホエーラーズがノースカロライナ州ローリーに移転するまで、プレイオフにおいて最も好成績を収めた年度となった。
翌1986-87シーズン、ホエーラーズはアダムス地区第1位の成績を残したものの、決勝第1ラウンドでケベック・ノルディクスの前に敗退。この後も1992年まで毎年プレイオフ進出を果すもののすべて第1ラウンド敗退を重ねた。

### 1997年以降
5年間も敗退を重ねたせいで、ファンの人気は尻すぼみとなって、オーナーの Peter Karmanos は新アリーナへの移転を模索した。そして1997年に心機一転巻き返しのためチームをノースカロライナ州に移転することとした。これに伴ってチーム名もカロライナ・ハリケーンズへと変更したのである。
移転後2年間は、本拠地となるRBCセンターが建設中であったため、ハリケーンズは仮本拠地としてローリーの約120km西、グリーンズボロ市に立地するグリーンズボロ・コロシアムでプレイした。しかし、ここでの観客動員数は旧本拠地のハートフォードよりもさらに少なく、ノースカロライナ州自体がNHLホッケーを支持するつもりがあるのかどうかといった疑念すら沸きあがった。しかしながら、リンク上ではチームはRBCセンターでのプレイを始めた1年目、1999年にスランプ状態から脱出を果たした。キース・プリモー（Keith Primeau）の30ゴールやギャリー・ロバーツ (Gary Roberts) の178ペナルティ・ミニッツの活躍もあって、新東南地区において8ポイント差で第1位となり、1992年以来のプレーオフに進出した。
続く2000年、2001年は不本意な成績であったが、2002年のプレイオフではついにチームはブレークアウトする。まず、地区ではワシントン・キャピタルズの遅まきながらの猛追をかわして地区第1位を勝ち取った。プレイオフ第1ラウンドの対戦相手は、前期東部地区チャンピオンのニュージャージー・デビルスであり、ハリケーンズの前評判は決して高くなかった。しかし、ゴーリーのアルツール・イルベ（Arturs Irbe）、ケビン・ウィークス（Kevin Weekes）の堅実な守備や延長戦に突入した試合2つをものにして、第6戦でデビルスを下した。
第2ラウンドの対戦相手は、癌の治療からカムバックを果したサク・コイブを擁し、チームの雰囲気に盛り上がりを見せていたモントリオール・カナディアンズであった。モントリオールでの第4戦（ここまでチームは1勝2敗、この試合は第3ピリオドまで0対3で負けていた。）、ハリケーンズは 延長戦 Niklas Wallin のゴールにより4対3で勝利を収める。カナディアンズは意気消沈し、チームは次の2戦に楽に勝利を収め第2ラウンドも勝ち上がった。
カンファランス決勝の対戦相手は、大変な人気を誇るトロント・メープルリーフスであった。そしてトロントでの第6戦は、メープルリーフスのマッツ・サンディン (Mats Sundin) による残り22秒同点ゴールにより延長戦に突入した。ところが、チームはここから反撃を見せる。マーティン・ジェリナス（Martin Gelinas）が延長戦に得点をし、チーム史上初のスタンレー･カップ決勝進出を果したのである。その対戦相手は、当時大本命と目されていたデトロイト・レッドウィングスであった。決勝第1試合で、ロン・フランシス（Ron Francis）が延長戦突入早々に決勝点を上げ、チームはまたもや大番狂わせを演じるかに思われたが、レッドウィングスはその後の4試合に怒涛の復活を見せて、スタンレー･カップを獲得した。カロライナ・ハリケーンズは決勝で敗退したものの、この年はチーム創立以来最も輝かしい年となったのである。

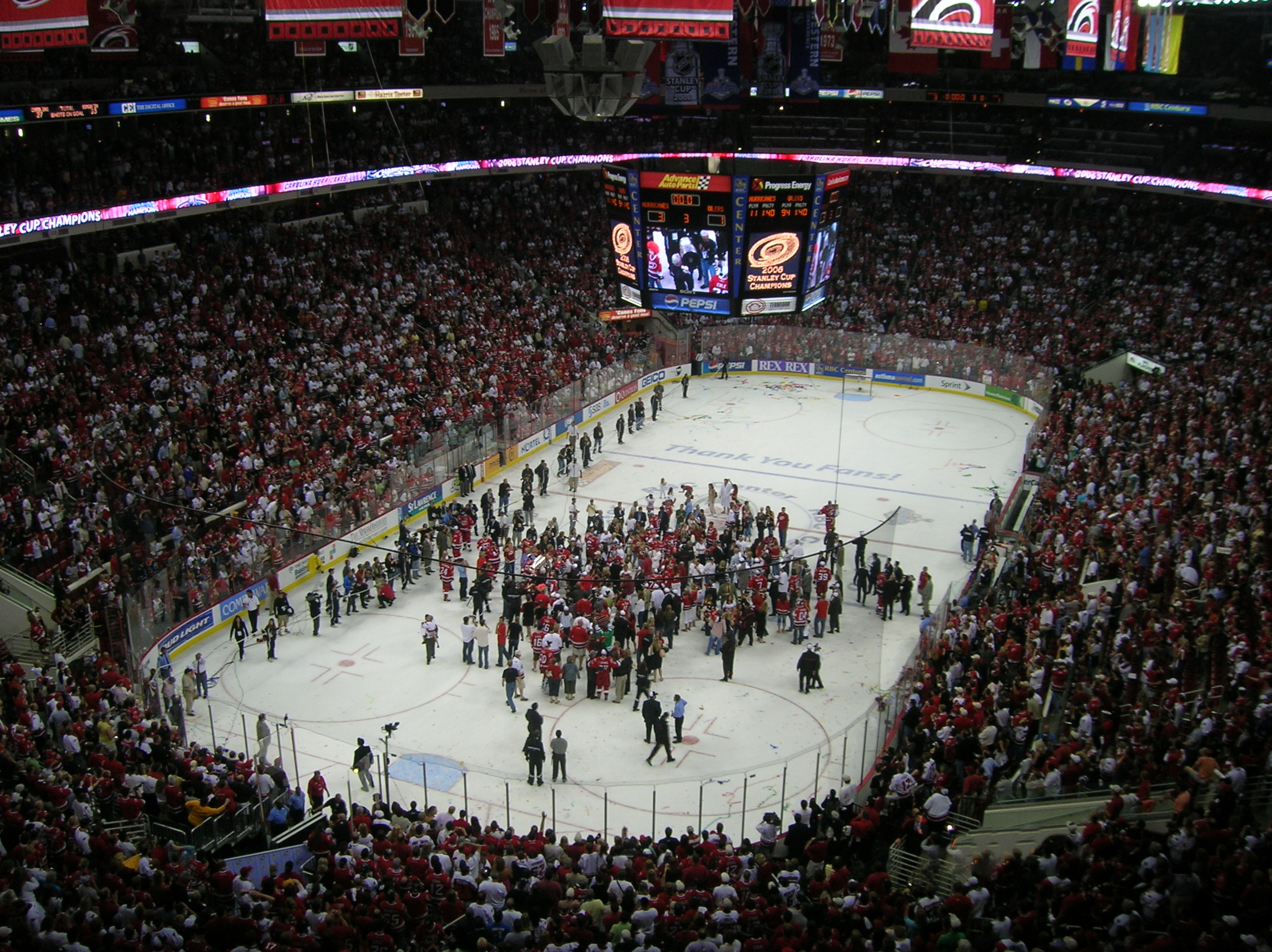
2006年、ハリケーンズのスタンレーカップ初優勝は本拠地・RBCセンターで決まった。

オーナー側による2004年から2005年のNHLロックアウトが開けた2005-2006シーズン、チームは積極的な補強が実る（ゴーリーマーティン・ガーバー（Martin Gerber）、フォワード、マット・カレン（Matt Cullen）等）。開幕ダッシュから成功したチームは、3月にやってくるトレード期限間際に、セントルイス・ブルースからフォワードのダグ・ウェイト(Doug Weight)を、ピッツバーグ・ペンギンスからマーク・レッキ(Marc Recchi)を獲得し、ラストスパートをかける。このトレード期限間際でのトレードもあり、レギュラーシーズンをカンファレンス2位の好成績で終え、プレイオフに進出する。
ファーストラウンドでモントリオール・カナディアンズを、セカンドラウンドで優勝候補と目されていたニュージャージー・デビルスを破る。
カンファレンス決勝ではバッファロー・セイバーズと対戦し、第7戦までもつれ込んだが、バッファローに怪我人が続出したこともあり、勝利する。
スタンレーカップ決勝ではプレイオフ進出ぎりぎりのカンファレンス8位から快進撃を続けてきたエドモントン・オイラーズと対戦した。第1戦でオイラーズの主力ゴーリー、ドゥエイン・ロロソン（Dwayne Roloson、彼もトレード期限間際に動いた選手の一人）が負傷し、楽勝かと思われたが、オイラーズは建て直し、第7戦までもつれ込む。第7戦をホームで勝ち、チームは初のスタンレーカップ優勝に輝いた。
プレーオフMVP（コーン・スマイス賞）には第1ラウンドの途中からマスクを被ったルーキーゴーリー、カム・ワード（Cam Ward）が受賞した。
2006－2007年は、ガーバーがオタワ・セネターズへ移籍。ワードの独り立ちということになったが、彼は守護神の経験が無いことなどから、ジョン・グラアム(John Grahame)をタンパベイ・ライトニングからフリーエージェントで獲得した。
しかし、ワードは前年のプレーオフのような活躍ができず、チームはプレーオフを逃した。
2007－2008年には、2002年にファイナル進出、2006年にスタンレーカップ優勝という活躍に貢献した選手の一人、ジョセフ・ヴァシチェック(Jocef Vasicek)を失うがワードの成長もあり、プレーオフ争いに参加している。

## 年度別成績

### ニューイングランド・ホエーラーズ時代（WHAE及びWHA:1972-1979）
| 年      | GP | W  | L  | T | OL | GF  | GA  | PTS | 最終順位 | プレイオフ             |
| 1972-73 | 78 | 46 | 30 | 2 | 0  | 318 | 263 | 94  |          | WHAEリーグチャンピオン |
| 1973-74 | 78 | 43 | 31 | 4 | 0  | 291 | 260 | 90  |          | 第1ラウンド敗退        |
| 1974-75 | 78 | 43 | 30 | 5 | 0  | 274 | 279 | 91  |          | 第1ラウンド敗退        |
| 1975-76 | 80 | 33 | 40 | 7 | 0  | 255 | 290 | 73  |          | 第3ラウンド敗退        |
| 1976-77 | 81 | 35 | 40 | 6 | 0  | 275 | 290 | 76  |          | 第1ラウンド敗退        |
| 1977-78 | 80 | 44 | 31 | 5 | 0  | 335 | 269 | 93  |          | 決勝敗退               |
| 1978-79 | 80 | 37 | 34 | 9 | 0  | 298 | 287 | 83  |          | 第2ラウンド敗退        |

### ハートフォード・ホエーラーズ時代（NHL:1979-1997）
| 年      | GP | W  | L  | T  | OL | GF  | GA  | PTS | 最終順位        | プレイオフ     |
| 1979-80 | 80 | 27 | 34 | 19 | -  | 303 | 312 | 73  | ノリス地区4位   | 初戦敗退       |
| 1980-81 | 80 | 21 | 41 | 18 | -  | 292 | 372 | 60  | ノリス地区4位   | 不参加         |
| 1981-82 | 80 | 21 | 41 | 18 | -  | 264 | 351 | 60  | アダムス地区5位 | 不参加         |
| 1982-83 | 80 | 19 | 54 | 7  | -  | 261 | 403 | 45  | アダムス地区5位 | 不参加         |
| 1983-84 | 80 | 28 | 42 | 10 | -  | 288 | 320 | 66  | アダムス地区5位 | 不参加         |
| 1984-85 | 80 | 30 | 41 | 9  | -  | 268 | 318 | 69  | アダムス地区5位 | 不参加         |
| 1985-86 | 80 | 40 | 36 | 4  | -  | 332 | 302 | 84  | アダムス地区4位 | 地区決勝敗退   |
| 1986-87 | 80 | 43 | 30 | 7  | -  | 287 | 270 | 93  | アダムス地区1位 | 地区準決勝敗退 |
| 1987-88 | 80 | 35 | 38 | 7  | -  | 249 | 267 | 77  | アダムス地区4位 | 地区準決勝敗退 |
| 1988-89 | 80 | 37 | 38 | 5  | -  | 299 | 290 | 79  | アダムス地区4位 | 地区準決勝敗退 |
| 1989-90 | 80 | 38 | 33 | 9  | -  | 275 | 268 | 85  | アダムス地区4位 | 地区準決勝敗退 |
| 1990-91 | 80 | 31 | 38 | 11 | -  | 238 | 276 | 73  | アダムス地区4位 | 地区準決勝敗退 |
| 1991-92 | 80 | 26 | 41 | 13 | -  | 247 | 283 | 65  | アダムス地区4位 | 地区準決勝敗退 |
| 1992-93 | 84 | 26 | 52 | 6  | -  | 284 | 369 | 58  | アダムス地区5位 | 不参加         |
| 1993-94 | 84 | 27 | 48 | 9  | -  | 227 | 288 | 63  | 北東6位         | 不参加         |
| 1994-95 | 48 | 19 | 24 | 5  | -  | 127 | 141 | 43  | 北東5位         | 不参加         |
| 1995-96 | 82 | 34 | 39 | 9  | -  | 237 | 259 | 77  | 北東4位         | 不参加         |
| 1996-97 | 82 | 32 | 39 | 11 | -  | 226 | 256 | 75  | 北東5位         | 不参加         |

### カロライナ・ハリケーンズ時代（NHL:1997-）
| 年      | GP | W  | L  | T  | OL | GF  | GA  | PTS | 最終順位  | プレイオフ                 |
| 1997-98 | 82 | 33 | 41 | 8  | 0  | 200 | 219 | 74  | 北東6位   | 不参加                     |
| 1998-99 | 82 | 34 | 30 | 18 | 0  | 210 | 202 | 86  | 南東1位   | カンファレンス準々決勝敗退 |
| 1999-00 | 82 | 37 | 35 | 10 | 0  | 217 | 216 | 84  | 南東3位   | 不参加                     |
| 2000-01 | 82 | 38 | 32 | 9  | 3  | 212 | 225 | 88  | 南東2位   | カンファレンス準々決勝敗退 |
| 2001-02 | 82 | 35 | 26 | 16 | 5  | 217 | 217 | 91  | 南東1位   | スタンレー・カップ決勝敗退 |
| 2002-03 | 82 | 22 | 43 | 11 | 6  | 171 | 240 | 61  | 南東5位   | 不参加                     |
| 2003-04 | 82 | 28 | 34 | 14 | 6  | 172 | 209 | 76  | 南東3位   | 不参加                     |
| 2005-06 | 82 | 52 | 22 | -  | 8  | 294 | 260 | 112 | 南東1位   | スタンレー・カップ獲得     |
| 2006-07 | 82 | 40 | 34 | -  | 8  | 241 | 253 | 88  | 南東3位   | 不参加                     |
| 2007-08 | 82 | 43 | 33 | -  | 8  | 252 | 249 | 92  | 南東2位   | 不参加                     |
| 2008-09 | 82 | 45 | 30 | -  | 7  | 236 | 218 | 97  | 南東3位   | カンファレンス決勝敗退     |
| 2009-10 | 82 | 35 | 37 | -  | 10 | 230 | 256 | 80  | 南東3位   | 不参加                     |
| 2010-11 | 82 | 40 | 31 | -  | 11 | 236 | 239 | 91  | 南東3位   | 不参加                     |
| 2011-12 | 82 | 33 | 33 | -  | 16 | 213 | 243 | 82  | 南東5位   | 不参加                     |
| 2012-13 | 48 | 19 | 25 | -  | 4  | 128 | 160 | 42  | 南東3位   | 不参加                     |
| 2013-14 | 82 | 36 | 35 | -  | 11 | 201 | 225 | 83  | メトロ7位 | 不参加                     |
| 2014-15 | 82 | 30 | 41 | -  | 11 | 188 | 226 | 71  | メトロ8位 | 不参加                     |
| 2015-16 | 82 | 35 | 31 | -  | 16 | 198 | 226 | 86  | メトロ6位 | 不参加                     |
| 2016-17 | 82 | 36 | 31 | -  | 15 | 215 | 236 | 87  | メトロ7位 | 不参加                     |
| 2017-18 | 82 | 36 | 35 | -  | 11 | 228 | 256 | 83  | メトロ6位 | 不参加                     |
| 2018-19 | 82 | 46 | 29 | -  | 7  | 245 | 223 | 99  | メトロ4位 | カンファレンス決勝敗退     |

## スタンレーカップ戦績

### 優勝
2005-2006

### 準優勝
2001-2002